# Belebej
Belebej (orosz betűkkel: Белебей, baskír írással: Бәләбәй) város Oroszországban, a Baskír Köztársaságban.

## Népesség
- 2002-ben 85 836 lakosa volt, melyből 40 298 orosz, 20 282 tatár, 10 261 csuvas, 9 427 baskír, 1 978 ukrán, 1 649 mordvin, 332 mari, 216 fehérorosz, 213 üzbég, 196 német, 168 udmurt.
- 2010-ben 60 188 lakosa volt, melyből 28 112 orosz, 13 799 tatár, 7 502 csuvas, 7 453 baskír, 1 039 ukrán, 581 mordvin, 273 mari, 133 fehérorosz, 90 udmurt.